# Annabel Cervantes
Annabel Cervantes Muñoz (Barcelona, 1969) es una escritora española en lengua catalana.  
Es licenciada en Geografía e Historia por la Universidad de Barcelona y se especializó en Medio Ambiente pero hace unos años hizo de su vocación literaria una profesión. Vive en Castelldefels, donde se inspira para sus novelas.

## Obras
- L'harmònica de vidre, 1999
- L'informe del cartògraf,  2000
- Qualsevol diumenge, esports d'aventura,  2004
- Ocell de mar endins,  2007.
- Celobert, 2008.
- La Maledicció d'Alietzer. Alisis (Ara Llibres). Barcelona,  2009.

## Premios
- Premio Sant Jordi de Castelldefels 1999
- Premio Sant Jordi de Begues,  2000
- Primer Premio de Narrativa Mercè Rodoreda de Molins de Rei,  2004
- IV Premio Pollensa de Narrativa,  2007
- III Premi de Narrativa Breu Districte V, 2008.

## Premios recientes
- Reflexos d'Estiu. Novela. Finalista del Premio Narrativa Delta 2011.

## Última publicación
- "Crims.cat 2.0", AlRevés. 2013. Antología de género negro que publica el relato "Negra nit al carrer de l'Aurora, junto a otros 14 autores.